# Liberaal Joodse Begraafplaats Gan Hasjalom
De Stichting Gan Hasjalom (Hebreeuws voorː Tuin van vrede) beheert twee begraafplaatsen in Noord-Holland.
Dit zijn de begraafplaatsen van de Liberaal Joodse Gemeente (LJG) in Amsterdam, maar ze worden ook gebruikt door (leden van) andere liberaal joodse gemeenten in Nederland. Beide begraafplaatsen liggen buiten Amsterdam.

## Gan Hasjalom in Hoofddorp
De eerste begraafplaats van Gan Hasjalom is in 1937 opgericht en ligt ten noordoosten van Hoofddorp, achter de algemene begraafplaats, de Wilgenhof, bij de Hoofdvaart en de Vijfhuizerweg.
Er is een monument opgericht voor slachtoffers van de Holocaust. Het monument draagt de tekst "Moge God gedenken onze doden de martelaren, die stierven in de jaren der vervolging en wier graf niemand kent tot op deze dag, 1940-1945", met daaronder onder andere de namen van Edith Frank-Holländer, Margot en Anne Frank en de andere onderduikers uit het Achterhuis. 
Door de Polderbaan van de dichtbije luchthaven Schiphol is het functioneren van deze begraafplaats bemoeilijkt door de geluidsoverlast van het luchtverkeer. Er zijn toch ook na 2002 nog wel mensen begraven, zowel om reden van familiebanden als andere voorkeuren voor deze locatie.

## Gan Hasjalom in Amstelveen
De tweede begraafplaats, sinds 2002, ligt in Amstelveen, aan de noordoostkant, aan de Saskia van Uylenburgweg, bij het Loopveld.
De begraafplaats in Amstelveen, ontworpen door de Haarlemse architect Jaap Walvisch, is in 2002 in gebruik genomen, nadat door de uitbreiding van Schiphol, de begraafplaats in Hoofddorp door geluidsoverlast in verdrukking was gekomen. 
Op de nieuwe begraafplaats is een monument opgericht van de beeldend kunstenaar Appie Drielsma uit Maastricht. Het monument bestaat uit roestvrijstalen zuilen waarin de namen zijn gegraveerd en waar ook de namen op het oude monument een plek hebben gekregen. Elders op deze begraafplaats staat ook een kleiner monument met namen van overledenen die om andere redenen geen graf hebben gekregen.

## Begraven personen
Op begraafplaats(en) van Gan Hasjalom liggen verscheidene bekende personen begraven:
- Harry van den Bergh (1942-2020), politicus (Amstelveen);
- Andreas Burnier (1931-2002), schrijfster en criminologe;
- Ronnie Goldstein-van Cleef (1921-2008), verzetsstrijdster;
- Karl Guttmann (1913-1995), Oostenrijks-Nederlands theaterregisseur;
- Abel Herzberg (1893-1989), schrijver en advocaat;
- Hans Keilson (1909-2011), psychiater en schrijver;
- Salomon Noach (1909-1980), tapijthandelaar en mensenredder;
- Jules Samuels (1888-1975), vrouwenarts en kwakzalver;
- Michael Stein (1935-2009), journalist (Amstelveen);
- Rosalie Holländer-Stern (1866-1942), moeder van Edith Frank en oma van Anne Frank en Margot Frank;
- Louis Tas (1920-2011), psychiater en psychoanalyticus.
- Herman Musaph (1915-1992), psychiater en seksuoloog.